# Дунхуан
Дунхуан е град в оазис, в провинция Гансу, Китай. Населението му е 189 400 жители (2016 г.). Разположен е на 1142 м н.в. в часова зона UTC+8. Бил е разположен на Пътя на коприната. Средната годишна температура в града е около 10 градуса. Има доказателства за човешко присъствие в района на Дунхуан от 2000 г. пр. Хр.